# Manahunca
Genre
Manahunca est un genre d'opilions laniatores de la famille des Biantidae.

## Distribution
Les espèces de ce genre sont endémiques de Cuba.

## Liste des espèces
Selon World Catalogue of Opiliones (11/10/2021) :
- Manahunca bielawskii Šilhavý, 1973
- Manahunca cuevajibarae Avram, 1977
- Manahunca matazon Alegre, Gainett & Giribet, 2019
- Manahunca turquino Alegre, Gainett & Giribet, 2019

## Publication originale
- Šilhavý, 1973 : « Two new systematic groups of gonyleptomorphid phalangids from the Antillean- Caribbean Region, Agoristenidae Fam. N., and Caribbiantinae Subfam. N. (Arachn.: Opilionidea). » Věstník československé Společnosti zoologické, vol. 37, p. 110–143.